# Nycticebus bancanus
Nycticebus bancanus  (лат.) — вид приматов из рода толстых лори. Встречается на Калимантане и острове Банка. Ранее считался подвидом Nycticebus menagensis, однако в 2013 году, после изучения музейных образцов и фотографий, были найдены существенные отличия в окраске морды, что позволило поднять этого примата до ранга вида. Как и другие толстые лори, это ночное всеядное животное, уникальное среди приматов своим ядовитым укусом. Его популяции угрожает разрушение привычной среды обитания и нелегальная торговля редкими животными.

## Классификация
Музейные образцы этого примата ранее причислялись к виду калимантанский лори (Nycticebus menagensis), впервые описанному в 1893 году как Lemur menagensis. В 1906 году был описан и Nycticebus bancanus, названный «ответвлением Nycticebus borneanus», вида, описанного в той же статье. К 1953 году все толстые лори были помещены в один вид, медленный лори (Nycticebus coucang). В 1971 году был выделен ещё один вид, карликовый лори (Nycticebus pygmaeus), а Nycticebus coucang был разбит на четыре подвида, включая калимантанского лори, Nycticebus coucang menagensis. С тех пор и до 2005 года Nycticebus bancanus считался синонимом калимантанского лори, поднятого в 2006 году до ранга вида (Nycticebus menagensis), поскольку молекулярные исследования показали существенные отличия от Nycticebus coucang.
В 2013 году проведённый анализ музейных образцов и фотографий калимантанского лори показали, что два его подвида, Nycticebus bancanus и Nycticebus borneanus могут быть подняты до ранга вида. Помимо этого был описан новый вид, Nycticebus kayan, ранее вообще не имевший таксономического ранга. Все новые виды были выделены на основе различий в расцветке морды.

## Описание
Как и у других толстых лори, у представителей этого вида рудиментарный хвост, круглая голова и короткие уши. Имеется ринариум (влажная безволосая область вокруг ноздрей), лицо широкое, плоское с большими глазами. Как и у всех калимантанских лори, у этого вида отсутствует второй верхний резец, что отличает их от других толстых лори. На передней конечности второй палец меньше остальных, а на задней конечности большой палец отстоит от остальных, что улучшает хват. На втором пальце задней конечности специальный загнутый коготь, используемый для груминга, остальные пальцы снабжены прямыми ногтями. Зубы образуют зубную гребёнку, что также используется для груминга. На сгибе локтя имеется железы, выделяющие специальный секрет, который животное слизывает, и которое при смешивании со слюной становится ядовитым.
Шерсть на спине красная, шерсть на лице светлая, верхние края тёмных колец вокруг глаз размыты и имеют форму, отличающую этот вид от других калимантанских видов толстых лори. Они не распространяются ниже челюстной дуги, а тёмная полоса между глазами достаточно широкая. Тёмная отметина на голове размыта, уши покрыты шерстью. Длина тела составляет в среднем 25,8 мм.

## Распространение
Встречается в юго-западной части Калимантана, в провинциях Западный Калимантан и Южный Калимантан, а также на острове Банка. На Калимантане ареал простирается к югу от реки Капуас и к востоку почти до реки Барито. Популяция острова Банка аллопатрична с другими калимантанскими видами, а популяция Калимантана симпатрична с Nycticebus borneanus в провинции Западный Калимантан.

## Поведение
Как и другие толстые лори, это древесные, ночные, всеядные животные. В рационе насекомые, древесные соки и смолы, нектар и фрукты. Укус толстых лори ядовит, что является уникальной чертой среди приматов. Токсин производится железами на сгибе локтя. Животное слизывает секрет, который, смешиваясь со слюной, становится ядовитым. Яд используется как защита от хищников, так и в качестве инсектицидного средства, когда животное смачивает им свою шерсть в процессе груминга. Считается, что узор на морде этих животных позволяет им не только опознать их вид, но и создать иллюзию очень больших глаз, что может отпугнуть потенциальных хищников.

## Статус популяции
В 2012 году этому виду ещё не был присвоен охранный статус. Однако Nycticebus menagensis имел статус «Уязвимый»., а поскольку этот вид был разделён на четыре, каждый из них более уязвим. Главная угроза популяции — разрушение среды обитания. Так, между 1987 и 2012 годами около 33 % всех калимантанских лесов было уничтожено. Другая угроза — незаконная охота, поскольку толстые лори используются в народной медицине.